# Sancus bilineatus
Sancus bilineatus là một loài nhện trong họ Tetragnathidae.
Loài này thuộc chi Sancus. Sancus bilineatus được miêu tả năm 1910 bởi Tullgren.